# Don D’Ammassa
Donald Eugene D’Ammassa (geboren am 24. April 1946 in Providence, Rhode Island) ist ein US-amerikanischer Science-Fiction-Autor und Lexikograf.

## Leben
D’Ammassa wuchs in Providence und Cumberland, Rhode Island, auf. Seit er mit fünf Jahren lesen gelernt hatte, las er alles, was ihm in die Finger kam, oft zwei Bücher am Tag. Der Science-Fiction begegnete er allerdings erst mit vierzehn Jahren, war dann aber ein für allemal süchtig.
Er studierte an der Michigan State University zunächst Mathematik, wechselte aber bald zur Anglistik und machte 1968 dort seinen Abschluss. Im gleichen Jahr heiratete er Sheila Glover. Es war die Zeit des Vietnamkriegs, er wurde eingezogen, erhielt seine Ausbildung in Fort Dix und Fort Lee und wurde dann nach Vietnam geschickt, wo er Büroarbeiten machte und Pressemitteilungen für eine Helikoptereinheit schrieb. Im letzten Jahr seines Dienstes arbeitete er in Fort Sill, Oklahoma. Dort wurde sein Sohn David geboren.
Nach seiner Rückkehr aus Vietnam 1971 fand sich keine Arbeit als Lehrer, so arbeitete er die folgenden 25 Jahre bei einem Silberwarenhersteller in der Materialbeschaffung, zuletzt als Abteilungsleiter. Nachdem die Firma liquidiert worden, arbeitete er einige Jahre als Aushilfskraft und dann bei Air Products & Chemicals, bis die Firma 2002 ihre Niederlassung in Rhode Island schloss. Von da an war D’Ammassa ein freier Schriftsteller.
Am bekanntesten ist D’Ammassa für seine Kritiken und Rezensionen. Das begann 1974 mit Mythologies, einem Fanzine, das er ursprünglich hektografiert für ein paar Freunde schrieb. Mit der Zahl der Ausgaben wuchs sowohl der Umfang als auch die Abonnentenliste beständig, und als 1986 die neunzehnte und letzte Ausgabe erschien, hatte er für Mythologies sechs Hugo-Award-Nominierungen erhalten. 
Außerdem war Mythologies #14 1979 mit dem Fan Activity Achievement Award ausgezeichnet worden.
1978 hatte er ein weiteres Fanzine, Critical Mass, gestartet, von dem fünf Ausgaben erschienen und das ausschließlich Buchkritiken enthielt. Zuvor hatte er Buchkritiken in Delap’s Fantasy and Science Fiction Review, SF Booklog veröffentlicht.
Ab 1980 veröffentlichte er dann auf Einladung des damaligen Herausgebers Andrew I. Porter seine Buchbesprechungen im Science Fiction Chronicle. Dort war er bis 2006 für die Buchkritiken zuständig. In diesen 26 Jahre erschienen dort Rezensionen D’Ammassas zu Büchern von über 500 Autoren.
Diese kritischen Arbeiten waren dann auch die Grundlage für mehrere Lexika D’Ammassas. Es erschienen die Encyclopedia of Science Fiction 2005, die
Encyclopedia of Fantasy And Horror Fiction 2006 und die Encyclopedia of Adventure Fiction 2009, alle drei bei dem Lexikon-Verlag Facts on File.
Neben seiner Arbeit als Fan Writer, Kritiker und Lexikograf hat D’Ammassas über ein Dutzend Romane und über 100 Kurzgeschichten veröffentlicht, wobei die Kurzgeschichten vorwiegend der Horrorliteratur zuzurechnen sind. John Clute zufolge scheint D’Ammassa in seinen späteren Romanen den Welten der Science-Fiction des 20. Jahrhunderts systematisch einer nach der anderen Tribut zollen zu wollen.

## Werke

### Romane
- Blood Beast (1988; überarbeitete Ausgabe als The Gargoyle, 2011)
- Servants of Chaos (2002)
- Haven (2004)
- Dead of Winter (2007)
- The Kaleidoscope (2015)
- The Sinking Island (2015)
- Caverns of Chaos (2015)
- Living Things (2015)
- Perilous Pursuits (2015)
- Wormdance (2015)
- Carbon Copies (2015)
- Multiplicity (2015)

Sandor Dyle
- Scarab (2004)
- Narcissus (2007)

Wanda Coyne
- The Maltese Gargoyle (2015)
- The Hippogriff of the Baskervilles (2016)
- Ten Little Homunculi (2017)

### Kurzgeschichten
- Automatic Success (1982)
- Love Charm (1985)
- The Hatchetman (1989)
- Literally Speaking (1990)
- Little Evils (1991)
- Strange Developments (1991)
- The Guard Tower (1991)
- The Splicer (1991)
- Wake Up Call (1991)
- Shadow Over R’lyeh (1991)
- Context (1992)
- The Dead Beat Society (1992)
- Homework (1992)
- Cleansing Agent (1993)
- Friday Nights at Home (1993)
- Puppets (1993)
- Subterrine – Or 20,000 Leagues under the Soil (1993)
- The Daylight Vampire (1993)
- The Spirit of Mars (1993)
- Forever in My Thoughts (1993)
- Moloch’s Furnace (1993)
- Payment in Arrears (1993)
- Passing Death (1993)
- Corruption in Office (1993)
- The Library of Lost Art (1993)
- Shadow and Substance (1993)
- Frontier Spirit (1994)
- Inspiration (1994)
- Jack the Martian (1994)
- Misadventures in the Skin Trade (1994)
- The Kaleidoscope (1994)
- A Tight Situation (1994)
- A Noteworthy Affair (1994)
- All Flesh is Clay (1995)
- Coming Attractions (1995)
- Escape (1995)
- Hair Apparent (1995)
- Misapprehensions (1995)
- Next-Door Neighbor (1995)
- Present in Spirit (1995)
- The Dunwich Gate (1995)
- The Houseguest (1995)
- The Knight of Greenwich Village (1995)
- The Phantom of the Space Opera (1995)
- Twisted Images (1995)
- The Best of Company (1995)
- Actual Mode (1995)
- Empirical Facts (1996)
- Translation Station (1996)
- Sneak Thief (1996)
- Orwell’s Other Nightmare (1996)
- The Potpourri Plot (1996)
- Thoracic Park (1996)
- Milk-Curdling Horror (1996)
- Kites (1996)
- Dark Providence (1997)
- Expectations (1997)
- Getting with the Program (1997)
- Restoring Order (1997)
- Remnants (1997)
- Bad Soil (1997)
- The Managansett Horror (1997)
- Adding It Up (1998)
- Scylla and Charybdis (1998)
- Leave Me Alone (1998)
- Bad Feelings (1998)
- Candid Camera (1998)
- Immortal Muse (1998)
- Stakeout (1998)
- The Chindi (1998)
- The Piggy Bank (1998)
- The Predator (1998)
- Cat Eye’s (1998)
- Prey for the Dead (1998)
- Dominion (1999)
- Dumb Genius (1999)
- The Intrusion (1999)
- The Karma Sutra (1999)
- Realizations (1999)
- Wormdance (1999)
- Dark Paris (2000)
- The Devil Is in the Details (2000)
- Something in Common (2001)
- Departure Delayed (2001)
- The Black Rose (2002)
- A Good Offense (2003)
- Curing Agent (2003)
- Dealing with Stress (2003)
- The Word Mill (2003)
- Parting Shot (2004)
- The Man who Walked to Procyon (2004)
- Growing Old Together (2004)
- Fore-Thought (2004)
- Diplomatic Relations (2006)
- The Natural World (2008)
- No Problem (2008)
- Funeral Party (2009)
- Hearts of Stone (2009)
- Complexity (2009)
- Duck and Cover (2009)
- Slipstream Fiction (2010)
- Piecemaker (2010)
- No Distance Too Great (2010)
- Chronic Pain (2011)
- Dead Reckoning (2011)
- Farm on the Down (2011)
- Remotely Possible (2011)
- Scrimshaw (2011)
- The Incorruptible (2011)
- Misprints (2011)
- Martyrs (2011)
- Housebound (2011)
- The Buddy System (2011)
- The Last Demon (2012)
- Echoes (2013)
- Pre-Pirates (2013)
- City Girl (2015)
- Night Duty (2015)
- The New Guy (2015)
- The Thing in the Library (2015)
- Border Town (2017)
- Lost Canyon (2017)
- Shell Games (2017)
- The Bad Neighbor (2017)
- The Key (2017)
- The Old Place (2017)
- The Warden of the Wall (2017)
- The Well Being (2017)
- Wendy (2017)
- Creepy Hollow (2017)

Sammlungen
- Translation Station (2011)
- That Way Madness Lies (2015)
- Little Evils (2015)
- Passing Death (2015)
- Elaborate Lies: Tales of Fantasy (2015)
- Date with the Dark (2015)
- Sandcastles (2015)
- The Devil Is in the Details (2015)
- Alien & Otherwise (2015)
- Shadows Over R'lyeh (2015)
- Phantom of the Space Opera (2015)
- More Shadows Over R’lyeh (2017)

### Sachliteratur
- Encyclopedia of Science Fiction. (Facts on File, 2005, ISBN 0-8160-5924-1)
- Encyclopedia of Fantasy And Horror Fiction (Facts on File, 2006, ISBN 0-8160-6192-0)
- Encyclopedia of Adventure Fiction (Facts on File, 2009, ISBN 978-0-8160-7573-7)
- Architects of Tomorrow: Volume I (Anthologie, 2015, E-Book, ISBN 978-0692441220)
- Architects of Tomorrow: Volume II: Essays About Science Fiction (Anthologie, 2016, E-Book, ISBN 978-1-5398-7375-4)